# Timothy Kopra
Timothy Lennart Kopra est un astronaute américain né le 9 avril 1963 ayant effectué deux vols spatiaux de longue durée à bord de la Station spatiale internationale : en 2009 puis en 2015-2016.

## Vols réalisés
- STS-127 : lancée le 15 juillet 2009 ;
- Expédition 20 : membre de l'expédition uniquement de juillet à août 2009 ;
- STS-128 : retour sur Terre le 11 septembre 2009

durée du séjour : 58 j 2 h 50 min.
- Soyouz TMA-19M : lancée le 15 décembre 2015
- Expédition 46
- Expédition 47 retour sur Terre le 18 juin 2016 sur Soyouz TMA-19M

durée du séjour : 185 j 22 h 11 min.
Il était censé participer à la mission spatiale STS-133, la dernière de la Navette spatiale Discovery, mais un accident de bicyclette 1 mois avant le contraint à être remplacé par Stephen Gerard Bowen, qui fut donc le premier astronaute à voler deux fois de suite.